# Советское (Джалал-Абадская область)
Советское (кирг. Кенеш) — село в Базар-Курганском районе Джалал-Абадской области Кыргызстана.

## География
Село расположено к северо-западу от посёлка Базар-Коргон, на другом берегу реки Караунгур от него.